# Galaxias auratus
Galaxias auratus är en fiskart som beskrevs av Johnston, 1883. Galaxias auratus ingår i släktet Galaxias och familjen Galaxiidae. Inga underarter finns listade i Catalogue of Life.